# Luigi Michele Barberis
Luigi Michele Barberis (Torino, 1725 – Torino, 1798) è stato un architetto italiano.

## Biografia

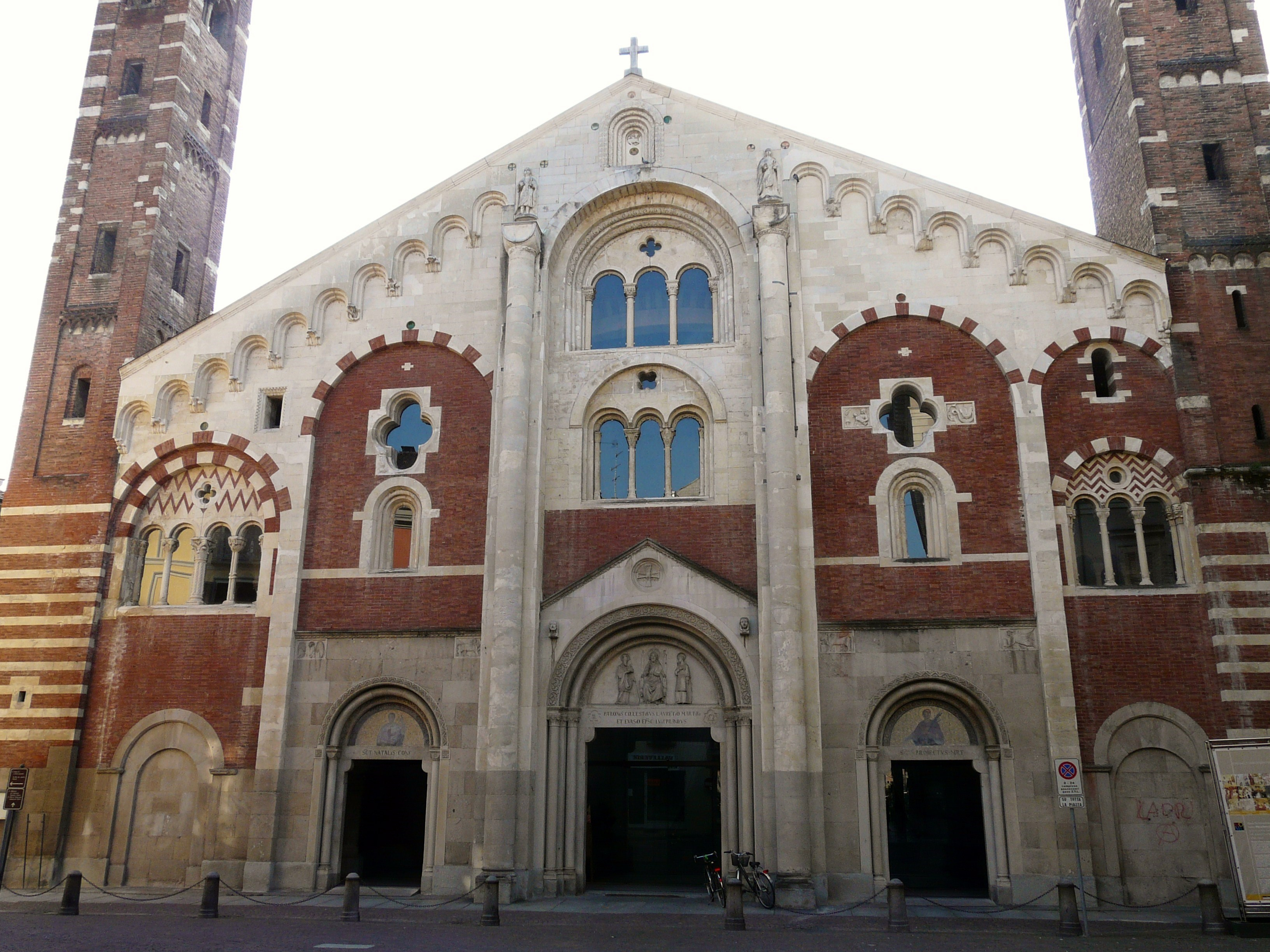
Duomo di Casale Monferrato

Barberis fu architetto civile e idraulico, ingegnere, membro del Consiglio degli Edili di Torino dal 1779 al 1798, anche se fu attivo principalmente a Vercelli, e nei dintorni, dove si trasferì assieme a Benedetto Alfieri, di cui fu allievo, per collaborare all'esecuzione dei lavori al duomo (1755-1765).
Fece parte di una generazione di architetti che partendo da un'influenza classicista juvarriana di Benedetto Alfieri, da una discendenza stilistica vittoniana, approdò ad una raffinatezza stilistica comprendente elementi dello Stile Luigi XVI: un proto neoclassicismo, caratterizzato dal disegno sapiente, legato alla tradizione ma capace di avvicinarsi alle novità del momento.
Tra le sue opere si ricordano la facciata della chiesa di San Michele a Vercelli (1758); la parrocchiale di Stroppiana; il completamento dei lavori nel duomo di Casale Monferrato e la cappella di Sant'Evasio (1760-1770); la facciata della chiesa della Madonna del Carmine a Torino (1764); villa Viarana a San Maurizio Canavese (1769); lavori nel duomo di Torino; la chiesa e il convento di San Giuseppe a Vercelli (1769), chiamata anche di Santo Spirito delle monache progettata assieme al convento (Collegio delle orfane, poi Fondazione Isabella de Cardona); la chiesa del Carmine a Novara (1770); villa La Moglia a Chieri (1770-1775);
A Barberis sono attribuite alcune ville, oltre che il santuario della Madonna della Fontana presso Chieri (1778-1779) e il palazzo Vallesa della Martiniana a Torino (1783-1791).

## Opere
- Duomo di Vercelli (1755-1765);
- Chiesa di San Michele a Vercelli (1758);
- Parrocchiale di Stroppiana;
- Duomo di Casale Monferrato e cappella di Sant'Evasio (1760-1770);
- Chiesa della Madonna del Carmine a Torino (1764);
- Villa Viarana a San Maurizio Canavese (1769);
- Chiesa e convento di San Giuseppe a Vercelli (1769);
- Chiesa del Carmine a Novara (1770);
- Villa La Moglia a Chieri (1770-1775);
- Santuario della Madonna della Fontana (1778-1779);
- Palazzo Valperga Galleani (1781);
- Palazzo Vallesa della Martiniana a Torino (1783-1791).